# شهرستان سمیلی
ناحیهٔ سمیلی (به لاتین: Semily District) یک ناحیه در جمهوری چک است که در منطقه لیبرتس واقع شده‌است. ناحیهٔ سمیلی ۶۹۸٫۹۹ کیلومتر مربع مساحت و ۷۴٬۵۹۶ نفر جمعیت دارد.